# Aconitum uncinatum

Тоя гачкувата (Aconitum uncinatum) — вид рослини родини жовтецеві.

## Назва
В англійській мові має назву «чернечий каптур» (англ. monkshood).

## Будова
Багаторічна рослина з ріпоподібним кореневищем. Листя пальчатороздільне, із зубцями на краю. Квіти з'являються на квітконіжках у суцвітті. Верхній чошелистик вигнутий у формі каптура. Усі частини рослини отруйні.

## Поширення та середовище існування
Зростає у США на схід від Скелястих гір.

## Галерея

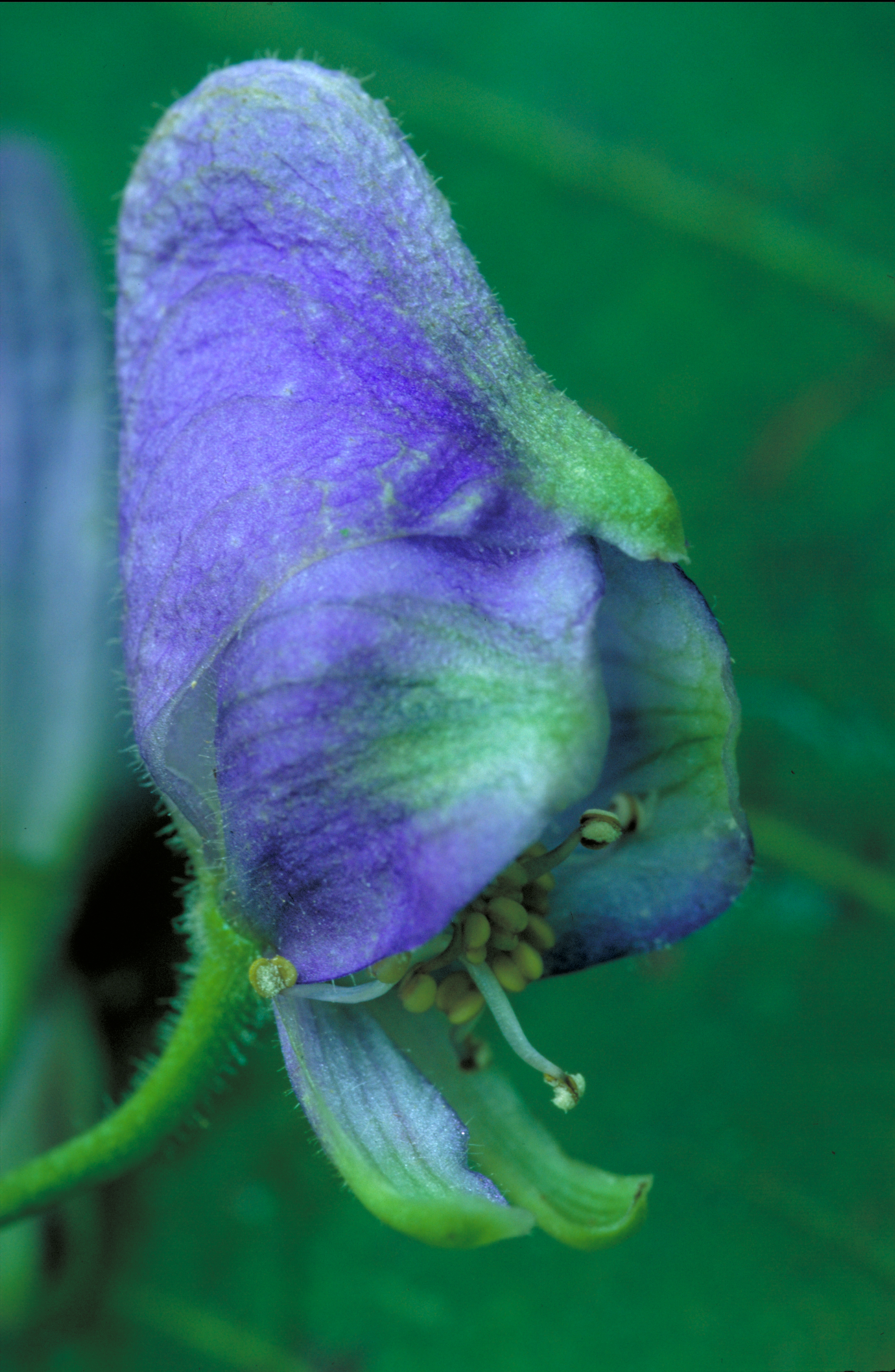
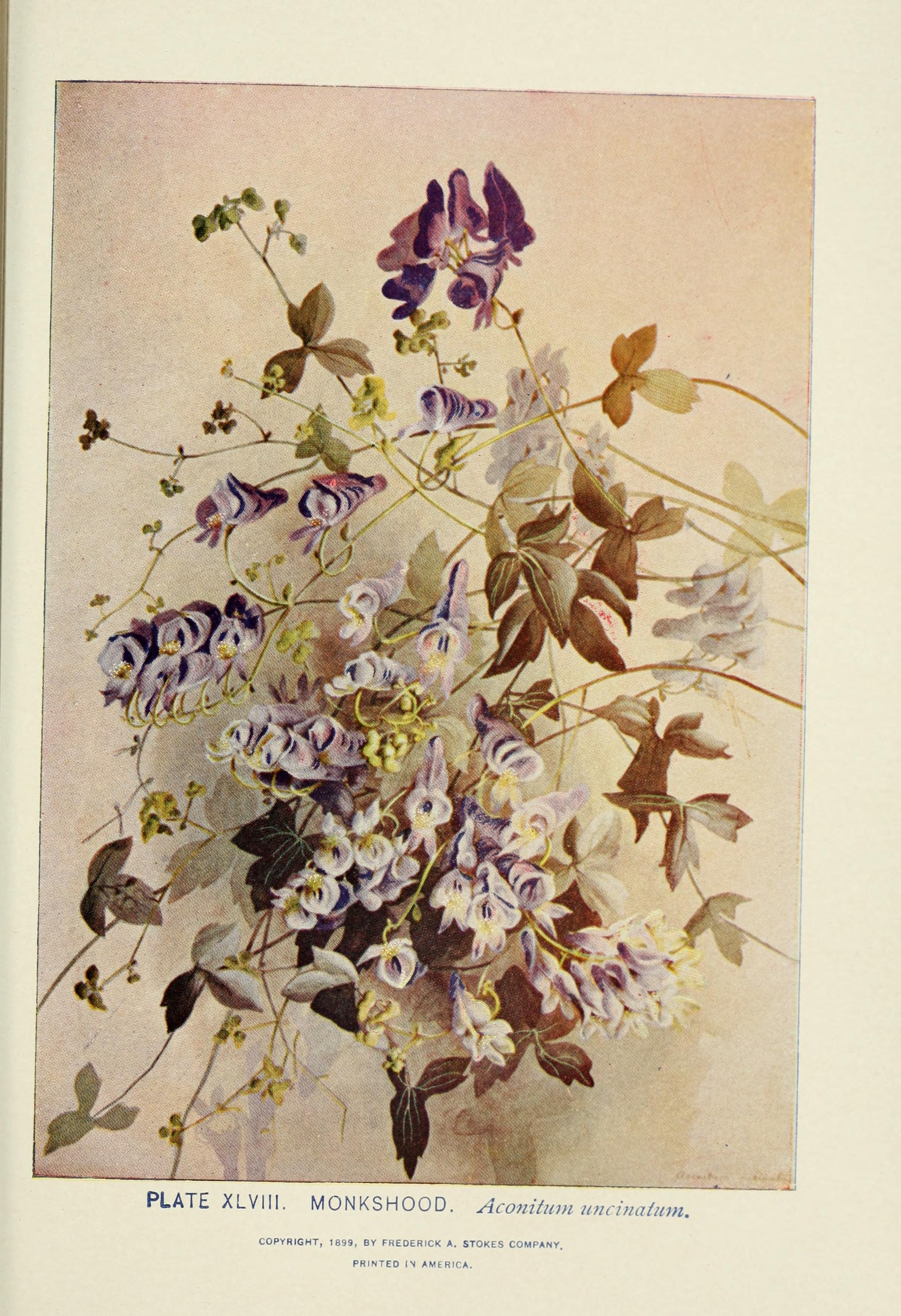